# Microdon panamensis
Microdon panamensis är en tvåvingeart som beskrevs av Charles Howard Curran 1930. Microdon panamensis ingår i släktet myrblomflugor, och familjen blomflugor.
Artens utbredningsområde är Panama. Inga underarter finns listade i Catalogue of Life.